# Gare d'Iga-Ueno
La gare d'Iga-Ueno (伊賀神戸駅, Iga-Kambe-eki) est une gare ferroviaire de la ville d'Iga, dans la préfecture de Mie au Japon. La gare est gérée par les compagnies JR West et Iga Railway.

## Situation ferroviaire
La gare de Iga-Ueno est située au point kilométrique (PK) 94,5 de la ligne principale Kansai. Elle marque le début de la ligne Iga.

## Histoire
La gare est inaugurée le 15 janvier 1897 sous le nom de gare d'Ueno. Elle prend son nom actuel en 1916.

## Service des voyageurs

### Accueil
La gare dispose d'un bâtiment voyageurs, avec guichets, ouvert tous les jours.

### Desserte
- Ligne Iga :
  - voie 1 : direction Iga-Kambe
- Ligne principale Kansai :
  - voies 2 et 4 : direction Kamo
  - voies 3 et 4 : direction Tsuge et Kameyama